# Allocosmoecus partitus
Allocosmoecus partitus är en nattsländeart som beskrevs av Banks 1943. Allocosmoecus partitus ingår i släktet Allocosmoecus och familjen husmasknattsländor. Inga underarter finns listade i Catalogue of Life.